# شنیده‌ام خانه‌ها را رنگ می‌کنی
شنیده‌ام خانه‌ها را رنگ می‌کنی (انگلیسی: I Heard You Paint Houses)، یک رمان آمریکایی در سبک زندگی‌نامه‌ای نوشته چارلز برنت است که نخستین بار در سال ۲۰۰۴ توسط استریت‌فورس پرس منتشر شد. رمان، داستان زندگی فرانک شیرن مشهور به مرد ایرلندی و ورود او به دنیای مافیا را بررسی می‌کند.
در سال ۲۰۱۹، اقتباس سینمایی از این رمان با عنوان  مرد ایرلندی به کارگردانی مارتین اسکورسیزی منتشر شد.

## درباره کتاب
عنوان کتاب اشاره به اولین مکالمه تلفنی فرانک شیران با جیمی هوفا دارد، جایی که هوفا گفت: "شنیدم خانه‌ها را رنگ می‌کنی" - این عبارت در اصطلاحات مافیایی به معنای "شنیدم آدم می‌کشی" است، که "رنگ" اشاره به پاشش خون ناشی از شلیک گلوله دارد.
در چاپ‌های بعدی کتاب، ۷۱ صفحه اسناد و مدارک اضافه شده که عمدتاً شامل شواهد مستقل برای تأیید اعترافات شیران است که پس از انتشار اولیه کتاب کشف شده‌اند.
اعترافات ادعایی شیران درباره قتل جیمی هوفا و جو گالو مورد مناقشه قرار گرفته است. مقاله‌ای با عنوان "دروغ‌های مرد ایرلندی" در اسلیت توسط بیل تونلی و همچنین مقاله دیگری از جک گلدسمیت، استاد دانشکده حقوق هاروارد در نیویورک ریویو آو بوکس به این موضوع پرداخته‌اند. چیپ فلیشر، ناشر کتاب، در پاسخ به مقاله تونلی در همان مجله نوشت که انتخاب چنین عنوانی بدون پشتوانه مستند را "بی‌مسئولیت و آسیب‌زا" دانست.